# Journal of Financial and Quantitative Analysis
Das Journal of Financial and Quantitative Analysis (JFQA) ist eine zweimonatlich erscheinende wissenschaftliche Fachzeitschrift zu volkswirtschaftlichen Themen. Ihr Schwerpunkt liegt in den Bereichen Finanzwirtschaft, Investitionen, Kapital- und Wertpapiermärkte, sowie quantitative Methoden, die für Finanzökonomen relevant sind. Es wird von der Michael G. Foster School of Business der University of Washington in Kooperation mit der David Eccles School of Business (University of Utah) und der Leonard N. Stern School of Business (New York University) herausgegeben.
Die Redaktion wird gemeinsam von Hendrik Bessembinder, Jennifer Conrad, Jarrad Harford und Paul Malatesta geleitet. Sie werden von den zwei beratenden Redakteuren Stephen J. Brown und Mark Grinblatt sowie einer Reihe assoziierter Redakteure unterstützt.
Gemäß dem Journal Citation Report 2020 von Web of Science hatte die Zeitschrift einen Impact Factor von 3,745.

## Preise
Das JFQA vergibt seit 1999 jährlich den William-F.-Sharpe-Preis für den besten Artikel des Vorjahres. Der Preis ist nach William F. Sharpe benannt und gegenwärtig mit $5.000 dotiert.